# Cody Deal
Cody Austin Deal (Norman, 14 februari 1986) is een Amerikaans film- en televisieacteur. Deal werd bekend door zijn rol als Thor in de mockbuster Almighty Thor. Achttien maanden voordien had hij reeds auditie gedaan als Thor voor de gelijknamige film van Marvel Comics, welke uiteindelijk werd vertolkt door Chris Hemsworth.